# Wilhelm Heerde

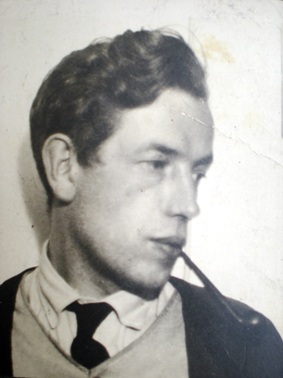
Wilhelm Heerde

Wilhelm Heerde (* 21. September 1898 in Neustadt O.S.; † 23. Oktober 1991 in Evessen) war ein deutscher Bildhauer und Politiker (NSDAP).

## Leben und Wirken
Heerde besuchte die Volksschule in Wartenberg in Ostpreußen und die Dorfschule in Holzkathen im Kreis Stolp, anschließend das humanistische Gymnasium in Aachen sowie die Gymnasien in Krone a.d.Br. und Schwedt. Im Mai 1915, nach dem Erreichen der Obersekundareife, trat Heerde als Freiwilliger in das Hinterpommersche Feldartillerie-Regiment Nr. 53 in Bromberg ein, mit dem er bis zum November 1918 am Ersten Weltkrieg teilnahm. Im Krieg, den er an den Fronten in Russland und Frankreich miterlebte, wurde er einmal leicht und einmal schwer verwundet. Außerdem wurde er mit dem Eisernen Kreuz II. Klasse und dem Verwundetenabzeichen ausgezeichnet.
Von Januar bis November 1919 gehörte Heerde einem Freikorps (Landesjägerkorps und Garde-Kavallerie-Schützen-Division) an, mit dem er sich an den Spartakuskämpfen in Berlin, Halle und Braunschweig beteiligte. 1921 und 1922 arbeitete Heerde in der Landwirtschaft in den Provinzen Schlesien und Sachsen. Von 1922 bis 1927 studierte Heerde zehn Semester lang Malerei und Bildhauerei an der Kunstgewerkschule Kiel, am Bauhaus in Weimar und an der Kunstakademie Breslau. Dort wurde er Meisterschüler der Bildhauerklasse. Während dieser Zeit unternahm er Studienreisen nach Holland und Italien. Anschließend war er als praktizierender Künstler in Maler- und Bildhauerwerkstätten tätig.
Zum 14. Februar 1927 trat Heerde der NSDAP bei (Mitgliedsnummer 56.403). Im Juli 1929 trat Heerde auch in die Sturmabteilung (SA) ein, in der er im März 1934 den Rang eines Brigadeführers erreichte.
Bei der Reichstagswahl vom Juli 1932 wurde Heerde als Kandidat der NSDAP für den Wahlkreis 7 (Breslau) in den Reichstag gewählt, dem er zunächst bis zum März 1933 angehörte. Bei der Wahl vom März 1933 konnte er sein Mandat nicht behaupten. Zwischenzeitlich war er Abgeordneter im Preußischen Landtag. Im November 1933 erhielt Heerde erneut ein Mandat für den Wahlkreis 7 im nun nationalsozialistischen Reichstag, dem er fortan ohne Unterbrechung bis zum Ende der nationalsozialistischen Diktatur im Mai 1945 angehörte. Ab März 1936 vertrat Heerde allerdings nicht mehr den Wahlkreis 7, sondern den Wahlkreis 8 (Liegnitz).
Während der NS-Zeit betätigte Heerde sich hauptsächlich als Herausgeber der Wehrbücher. Bis zum Juli 1935 führte Heerde die SA-Brigade 20 (Breslau) an. Im Juli 1935 wurde Heerde mit der Führung der SA-Brigade 19 (Görlitz) beauftragt. Nach einem schweren Autounfall schied er am 1. August 1938 aus dem hauptamtlichen SA-Dienst aus und war dann wieder als Bildhauer tätig.
Am 30. Januar 1938 bekam Heerde das Goldene Parteiabzeichen der NSDAP verliehen. Im Zweiten Weltkrieg befand er sich 1940 und 1941 im Kriegseinsatz. Von März 1941 bis März 1943 leitete er die Staatliche Kunstgewerbeschule in Krakau als Direktor; anschließend war er in Wien als Bildhauer tätig. Von dort zog er im September 1943 nach Radeburg im Kreis Dresden.
Über seine Entnazifizierung ist nichts bekannt.